# آر-تايب تاكتكس 2: أوبريشن بيتر شوكوليت
آر-تايب تاكتكس 2: أوبريشن بيتر شوكوليت (بالإنجليزية: R-Type Tactics II: Operation Bitter Chocolate)‏، هي لعبة فيديو يابانية من نوع استراتيجية تناوب الأدوار، وهي من تطوير ونشر إريم، صدرت اللعبة في الأسواق اليابانية سنة 2009، وتعمل حصرياً لجهاز بلاي ستيشن بورتبل، وهي الجزء الثاني من السلسلة الفرعية للعبة آر-تايب، تم إصدار اللعبة الجزء الأول سنة 2007 تحت مسمى آر-تايب كوماند.